# Longmont (Colorado)
Longmont ist eine 1871 gegründete Stadt in Boulder und Weld County im US-Bundesstaat Colorado. Sie liegt rund 50 km nördlich von Denver am St. Vrain Creek. Mit 98.885 Einwohnern (Stand: Volkszählung 2020) ist die Stadt die vierzehntgrößte des Bundesstaates Colorado.
Der Name Longmont entstand aus dem Namen von Major Stephen H. Long, der 1820 eine Expedition in die Gegend anführte und dem französischen Wort „mont“ für „Berg“.
Bis 2016 sollte Longmont im Rahmen des FasTracks-Projektes zum Endpunkt einer neuen Stadtbahnlinie werden. Die Inbetriebnahme ist inzwischen in einer ersten Stufe für 2042, im vollen Umfang für 2050 vorgesehen.

## Söhne und Töchter der Stadt
- Julie Albers, Cellistin
- Vance DeVoe Brand (* 1931), Astronaut
- Erica Duke, Schauspielerin, Filmproduzentin und Filmregisseurin
- Kylie Ireland (* 1970), Pornodarstellerin und Produzentin
- David Pauley, Profi-Baseballspieler
- Richard Shutler, Jr. (1921–2007), Anthropologe und Archäologe
- Daniel Woods, Gewinner eines Boulderworldcups und Erstbegeher sowie Wiederholer vieler 8c-Boulder
- Kristen Schaal (* 1978), Schauspielerin und Komikerin

## Städtepartnerschaften
Longmont ist Partnerstadt von:
- Chino (Nagano), Japan
- Ciudad Guzmán, Mexiko